# Serbia en los Juegos Olímpicos de Estocolmo 1912
Serbia estuvo representada en los Juegos Olímpicos de Estocolmo 1912 por un total de 2 deportistas que compitieron en atletismo.  
El equipo olímpico serbio no obtuvo ninguna medalla en estos Juegos.